# Antoinette Des Houlières
Antoinette Des Houlières (ur. 1 stycznia 1638 w Paryżu, zm. 17 lutego 1694 tamże, nazwisko panieńskie: du Ligier de la Garde) – pisarka francuska. Parała się wszystkimi gatunkami literackimi, od tekstów piosenek po dramat, jednak w almanachach literackich obroniły się głównie jej idylle i bukoliki.
Wybrana w 1684 r. na członka padewskiej Accademia dei Ricovrati, a w 1689 r. na członka Académie d'Arles, została pierwszą w dziejach Francji kobietą w tego rodzaju instytucjach.